# Afriqiyah Airways
Afriqiyah Airways (en árabe: الخطوط الجوية الأفريقية) es una aerolínea con base en Trípoli, Libia. Efectúa vuelos de cabotaje entre Trípoli y Bengasi y vuelos regulares internacionales a unos 20 destinos en Europa, África y Oriente Medio. Su principal base es el Aeropuerto Internacional de Trípoli. El nombre Afriqiyah viene de la palabra árabe de Africano. El logo 9.9.99 en la cola de los aviones de Afriqiyah se refiere a la fecha de la Declaración Sirte que marcó la formación de la unión africana. La idea era para Afriqiyah ser la "Aerolínea de África" con su base principal en Trípoli. Afriqiyah Airways está en la lista negra EU. Todas las compañías aéreas certificadas por las autoridades responsables de la supervisión normativa de Libia están prohibidas. Ver https://es.wikipedia.org/wiki/Anexo:Lista_negra_de_compa%C3%B1%C3%ADas_a%C3%A9reas_de_la_Uni%C3%B3n_Europea. Incluida en el último listado emitido por la Comisión Europea donde figuran 129 aerolíneas que presentan fallos en sus protocolos de seguridad y denegado del derecho de aterrizar o despegar en Europa. Actualización lista en 03/06/2025 (https://transport.ec.europa.eu/document/download/3195fabb-7575-4db9-85b9-ec5a77b481aa_es?filename=air-safety-list-2025-06-03_es.pdf).

Afriqiyah Airways es miembro de la Organización de compañías aéreas árabes y la Asociación de transporte aéreo internacional. 
La aerolínea esperaba transportar 655.000 pasajeros en 2008. Con la adición de nuevos vuelos, Afriqiyah espera transportar un millón de pasajeros a finales de 2009. La aerolínea generó 120 millones de dólares en ingresos en 2006.

## Historia
La aerolínea fue fundada en abril de 2001 y comenzó sus vuelos regulares el 1 de diciembre de 2001. Es propiedad del gobierno libio y tiene 287 empleados (en marzo de 2007). La aerolínea comenzó sus operaciones con aviones Boeing 737-400, pero en 2003 introdujo una flota exclusiva de aviones Airbus.
Afriqiyah Airways ha firmado un Memorando de entendimiento para la adquisición de seis Airbus A320 y tres Airbus A319 más con opción a cinco, así como por tres Airbus A330-200, más tres opciones. Estas adquisiciones son parte de una estrategia de ampliación a largo plazo de la joven aerolínea libia. El primer A319 fue entregado el 8 de septiembre de 2008.
Los nuevos A320 y A319 serán puestos a volar en la creciente red de vuelos internacionales de Afriqiyah, cubriendo rutas desde su base en Trípoli a 17 destinos en el norte, oeste y centro de África y de Oriente medio, así como a destinos europeos como París, Bruselas, Ginebra, Londres, Roma y Ámsterdam. Los A319 de Afriqiyah pueden transportar a 124 pasajeros en una configuración de dos clases, mientras los A320 podrán acomodar a 150 personas en una confortable configuración de dos clases. Los A330 operarán en rutas de larga distancia al sur de África, Asia y Europa y tendrá una configuración de tres clases con 253 asientos.

## Destinos

### Nuevas rutas

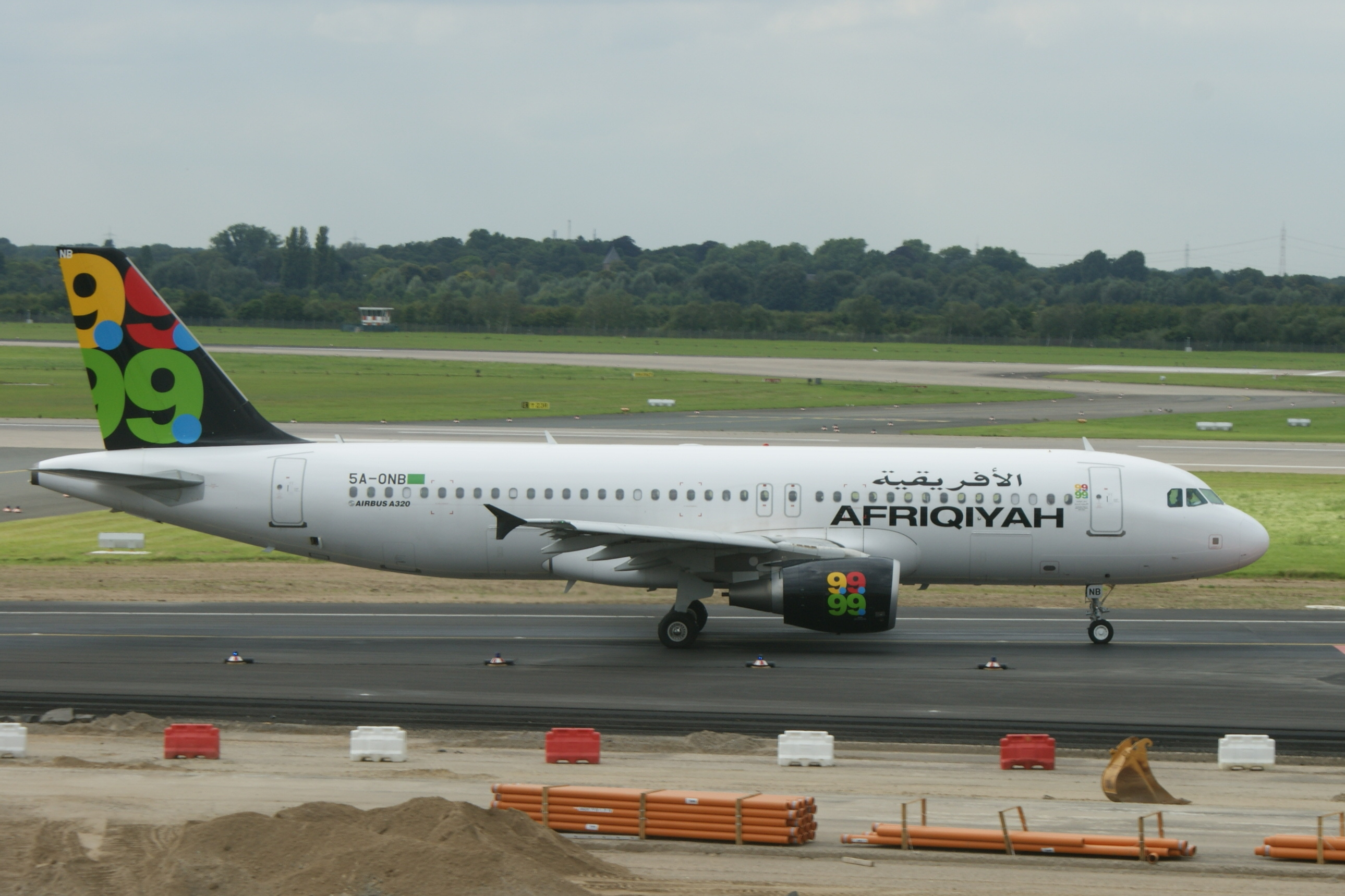
Airbus A320 de Afriqiyah Airways en Düsseldorf.

Según la página web de la aerolínea, las nuevas rutas planeadas más inmediatas de la aerolínea son a Pekín, Manila y Johannesburgo. En el futuro, Afriqiyah Airways también planea introducir nuevos vuelos a Delhi, Estambul y Beirut.
La aerolínea ya ha recibido uno de los A319 pedidos y que será empleado en la nueva ruta a Dubái en una configuración de dos clases. Dos de los tres A330 pedidos serán también entregados este año, y el tercero llegará el año que viene. Estos serán utilizados para inaugurar nuevas rutas a Johannesburgo y China.
Otros nuevos destinos planeados (subjetos a aprobación) incluyen:
- Brazzaville (República del Congo) o Kinshasa (República Democrática del Congo)
- Mánchester (Reino Unido)
- Marsella (Francia)
- Nairobi (Kenia)[9]

## Flota

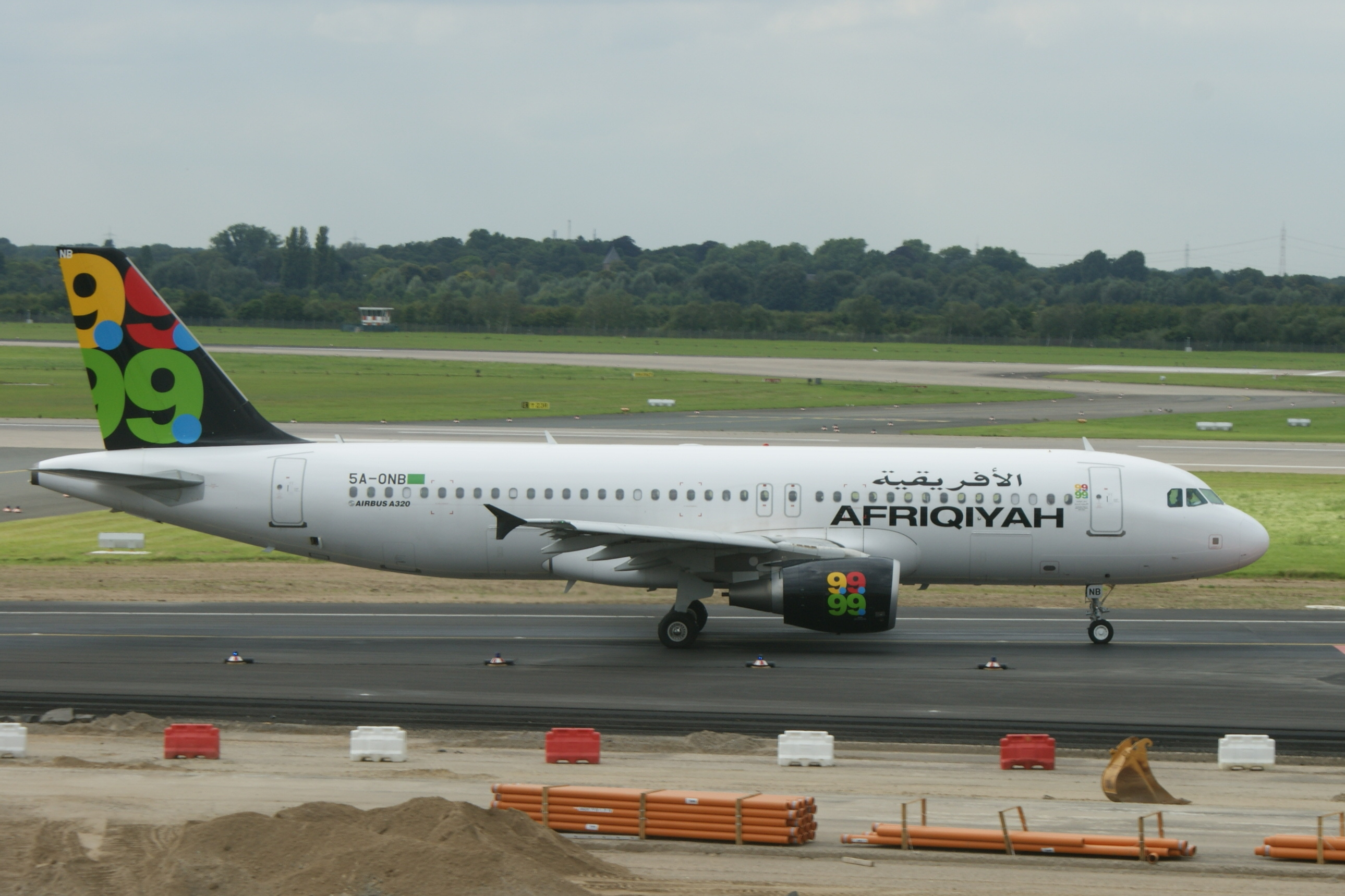
Airbus A320 de Afriqiyah Airways

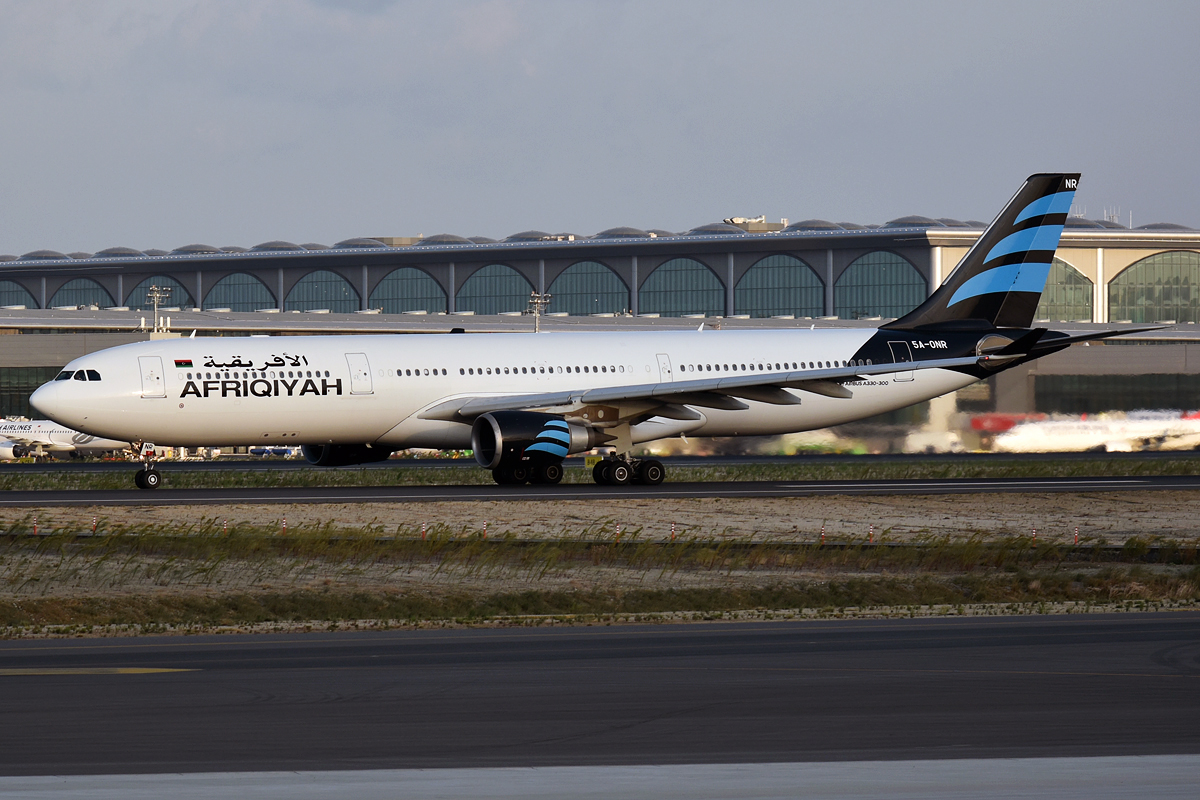
Airbus A330 de Afriqiyah Airways en la nueva librea

La flota de Afriqiyah Airways consiste de los siguientes aviones con una media de edad de 13.3 años (a febrero de 2023):
El único Airbus A340 fue un reactor privado del antiguo líder libio Muammar Gaddafi, que fue comprado al Príncipe Al-Waleed bin Talal de Arabia Saudita por 120 millones de dólares en 2003. Operado por Afriqiyah Airways y decorado externamente con sus colores, no fue el avión usado en 2009 para repatriar al responsable del bombardeo de Lockerbie Abdul Baset Ali al-Megrahi, desde Prestwick en Escocia en su salida de prisión; ya que este fue un Airbus A300-600 5A-IAY que actualmente está destruido. el avión A340 fue capturado en el aeropuerto de Trípoli en agosto de 2011 como resultado de la Guerra Civil de Libia, y donde el reportero de BBC News John Simpson descubrió varios lujos, incluyendo un jacuzzi.

## Accidentes e incidentes
- El 12 de mayo de 2010, a las 04:10 UTC (06:10 hora de Trípoli) el vuelo 771, un Airbus A330-202 en vuelo desde Johannesburgo, Sudáfrica a Trípoli, Libia, se estrelló durante la aproximación al aeropuerto de Trípoli.[15][16] Once tripulantes y noventa y tres pasajeros murieron. El único superviviente fue un niño holandés de nueve años. El avión, (número de serie 1024), fue entregado el 8 de septiembre de 2009, por lo que tenía solo ocho meses de antigüedad en el momento del accidente.[17] El avión había registrado más de 1600 horas y 420 vuelos. La meteorología en el momento del accidente fue registrada como nubosa, pero con buena visibilidad, y sin presencia de niebla o tormenta.[18] Sin embargo, el avión efectuaba una aproximación a la pista más oriental, que no contaba con ayudas al aterrizaje. El sol estaba justo en el horizonte y acaba de tener lugar una tormenta de enero, haciendo la visibilidad en dirección al sol muy reducida. La pista occidental, apartada del sentido del sol, tenía un visibilidad excelente, sin embargo, no está claro porque el piloto optó por hacer uso directo de la pista oriental en condiciones de aterrizaje paupérrimas y tras un largo vuelo nocturno.

- El 25 de agosto de 2011, durante un fuego cruzado en el transcurso de la Batalla de Trípoli, el Airbus A300B4-620 5A-IAY quedó destruido,[19][20] y el Airbus A320 5A-ONK sufrió importantes daños en el ala mientras estaba estacionado en la rampa del Aeropuerto Internacional de Trípoli. También se anunció que un Airbus A330-200 de Afriqiyah quedó destruido, aunque posteriormente solo se reportó que el fuselaje del 5A-ONH había recibido impactos de gravedad leve a moderada por metralleta.

- El 23 de diciembre de 2016, el Vuelo 209 de Afriqiyah Airways un Airbus A320 es secuestrado.[21] Realizaba el trayecto desde Sebha y tenía como destino la ciudad de Trípoli, en Libia. El avión aterrizó en la isla mediterránea de Malta y el aeropuerto permaneció cerrado temporalmente. Finalmente, el gobierno de Malta y el Ministro Libio de Transportes negociaron con los captores del avión. Los 109 pasajeros y también los siete miembros de la tripulación que se encontraba en el aeropuerto de Malta después de haber sido secuestrado fueron liberados después de que los dos secuestradores se rindiesen ante las autoridades.